# Аверкова, Анжелика Викторовна
Анжели́ка Ви́кторовна Аверкова (укр. Анжеліка Вікторівна Аверкова; род. 13 марта 1969) — советская и украинская легкоатлетка. Мастер спорта СССР. Действующая рекордсменка Крыма в полумарафоне и беге на 2000 метров с препятствиями.
На легкоатлетических турнирах выступала с 1990 по 2012 год. Участница чемпионата мира по бегу по пересечённой местности 1999 года в Белфасте. Анжелика Аверкова 13 раз поднималась на пьедестал чемпионата Украины по лёгкой атлетике (5 золотых 5 серебряных 3 бронзовые). В 2000 году Аверкова установила национальный рекорд Украины в беге на 3000 метров с препятствиями (9.54,10), который держался в течение пяти лет.
В 1993 году завоевала золото на Крымском марафоне. Победительница Познаньского марафона 2006 года и Марафона Детройтской свободной печати (2007). Участница Бостонского марафона 2009 года.
Преподаватель Медицинской академии имени С. И. Георгиевского в Симферополе.

## Результаты

### Соревнования
| Год  | Соревнование            | Город    | Дистанция              | Дата                | Результат   | Место |
| ---- | ----------------------- | -------- | ---------------------- | ------------------- | ----------- | ----- |
| 1992 | Чемпионат (в помещении) | Киев     | 2000 м с препятствиями | 17—19 января        | 6.27,19     | III   |
| 1992 | Чемпионат               | Киев     | 2000 м с препятствиями | 29—31 мая           | 6.38,72     | III   |
| 1993 | Чемпионат (в помещении) | Киев     | 2000 м с препятствиями | 13—14 февраля       | 6.27,2      | II    |
| 1997 | Чемпионат               | Киев     | 2000 м с препятствиями | 11—14 июля          | 6.27,85     | I     |
| 1998 | Чемпионат               | Киев     | 2000 м с препятствиями | 31 июля — 2 августа | 6.36,87     | II    |
| 1999 | Чемпионат               | Киев     | 5000 метров            | 21—24 сентября      | 16.11,08    | III   |
| 1999 | Чемпионат               | Киев     | 10 000 метров          | 21—24 сентября      | 33.17,15    | II    |
| 2000 | Чемпионат               | Киев     | 10 000 метров          | 3—6 августа         | 33.32,08    | II    |
| 2000 | Чемпионат               | Киев     | 3000 м с препятствиями | 3—6 августа         | 9.54,10 NR* | I     |
| 2001 | Чемпионат               | Киев     | 3000 м с препятствиями | 1—3 июля            | 10.13,53    | I     |
| 2002 | Чемпионат               | Донецк   | 3000 м с препятствиями | 10—13 июня          | 10.14,12    | I     |
| 2003 | Чемпионат               | Киев     | 3000 м с препятствиями | 3—6 июля            | 10.11,29    | II    |
| 2007 | Чемпионат               | Славянск | 10 км                  | 9 сентября          | 33.57       | I     |